# Limón Chiquito
Limón Chiquito är en ort i Mexiko.   Den ligger i kommunen Cazones de Herrera och delstaten Veracruz, i den sydöstra delen av landet, 240 km nordost om huvudstaden Mexico City. Limón Chiquito ligger 27 meter över havet och antalet invånare är 958.
Terrängen runt Limón Chiquito är platt. Runt Limón Chiquito är det ganska tätbefolkat, med 65 invånare per kvadratkilometer. Närmaste större samhälle är Cazones de Herrera, 3,8 km nordväst om Limón Chiquito. Trakten runt Limón Chiquito består till största delen av jordbruksmark.